# 腺斑山矾
腺斑山矾（学名：Symplocos glandulosopunctata）为山矾科山矾属下的一个种。

## 扩展阅读
維基物種上的相關：腺斑山矾